# ТЕКСКОР
Во́лжский заво́д синтети́ческого волокна́ — предприятие лёгкой промышленности, расположенное в городе Волжском Волгоградской области. Одно из крупнейших высокотехнологичных предприятий России по выпуску кордных и технических тканей. Входит в число крупнейших предприятий Юга России. По состоянию на 2000 год являлось единственным предприятием в стране, которое производило ткань «спандекс».

## История

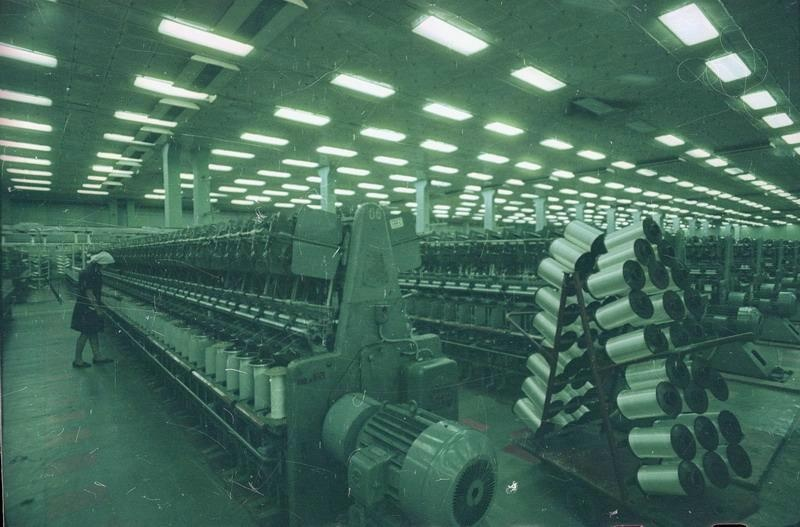
В цехе завода. 1966 год. Фотография Всеволода Тарасевича

Волжский завод синтетического волокна был основан в 1958 году. Производство запущено 25 марта 1966 года — в этот день были запущены в эксплуатацию мощности по производству капронового корда.
В 1999 году компания ОАО «Волжское химволокно», владеющая предприятием, была признана банкротом. В 2000 году внешний управляющий продал имущественный комплекс за 150 миллионов рублей волгоградскому Каустику. Такая сделка не устроила администрацию Волгоградской области и Сибур. В июне 2000 года арбитражный суд отменил сделку, после чего предприятие было выставлены на торги, где его приобрёл Сибур за 153,6 миллиона. Каустик пытался оспорить решения арбитражного суда и требовал признать право собственности на завод. В 2004 году Высший арбитражный суд встал на сторону Каустика. Сибур подал новый иск, в результате завод химволокна остался в собственности Сибура.
В 2000 году предприятие было преобразовано в ОАО «Сибур-Волжский», в 2006 году вошло в состав крупнейшего в Восточной Европе шинного Холдинга «СИБУР-Русские шины».
В 2010 году на предприятии были выпущены опытные партии полиэфирного и анидного корда.
С 28 декабря 2011 года акционером ОАО «Сибур-Волжский» стало ЗАО «Газпром СтройТЭК Салават».
С 24 июля 2012 года, решением акционеров ОАО «Сибур-Волжский» утверждено новое фирменное наименование – Акционерное общество «Газпром химволокно».
В 2012 году на заводе реализован инвестиционный проект запуска линии по производству полиэфирных кордных тканей общей стоимостью 133 миллиона долларов.
С января 2013 года запущено в эксплуатацию производство пропитанных полиамидных (ПА 6 и ПА 6.6) и полиэфирных кордных тканей. Также в 2013 году на предприятии освоен выпуск современных технических тканей из полиэфирных (ПЭ)  и полиамидных (ПА-6 и ПА-6.6) нитей для использования в производстве резинотехнических изделий. Новая производственная линия построена на базе оборудования, изготовленного ведущими мировыми производителями в области химического машиностроения.
В 2014 году в эксплуатацию запущено производство геосетки широкого ассортимента из полиэфирных нитей по основовязальной технологии для использования в строительстве автомобильных и железных дорог, стабилизации грунта при строительстве нефтегазовых и других технических сооружений. Также в 2014 году освоено производство силовых лент на основе нитей из полиэфира.
В 2015 году запущено в эксплуатацию производство полиэфирных нитей для технических и кордных тканей, а также геосеток. По состоянию на ноябрь 2018 года, предприятия является единственным производителем полиэфирных нитей в России.
С 2016 года производятся текстильные ленты для производства строп.
С ноября 2018 года предприятие получает новое название Акционерное общество «ТЕКСКОР».

## Производство
В настоящее время[когда?] предприятие производит:
- кордная капроновая ткань, предназначена для армирования покрышек пневматических шин

- непропитанная,
- пропитанная и термообработанная,
- кордная анидная пропитанная ткань, обладает большей стойкостью к тепловому старению, большей прочностью и меньшим удлинением, что снижает разнашивание шин и увеличивает их пробег;
- кордная полиэфирная (пропитанная) ткань, применяется в качестве каркаса в производстве пневматических шин для легковых и легкогрузовых автомобилей;
- капроновая техническая ткань, используется в качестве армирующего материала в производстве  резинотехнических изделий (конвейерных лент, плоских, клиновых и зубчатых приводных ремней, резинотканевых рукавов) и др.;
- геосетки полиэфирные, предназначены в качестве разделительных и фильтрующих прослоек, а также армоэлементов для обеспечения устойчивости и стабильности дорожных конструкции и других сооружений.

Продукция предприятия поставляется российским и зарубежным потребителям.
Системы менеджмента качества и экологического менеджмента АО «ТЕКСКОР» сертифицированы в соответствии с международными стандартами: ISO 9001, ISO 14001 и IATF 16949.

## Директора
- Погребняков Павел Викторович (октябрь 2013 — сентябрь 2017)[источник не указан 1529 дней]
- Копп Ирина Андреевна (сентябрь 2017 — ноябрь 2018)[источник не указан 1529 дней]
- Анкудинов Юрий Валентинович (ноябрь 2018 — февраль 2020)[источник не указан 1529 дней]
- Рындовский Андрей Эрикович (с февраля 2020)[источник не указан 1529 дней]

## Галерея

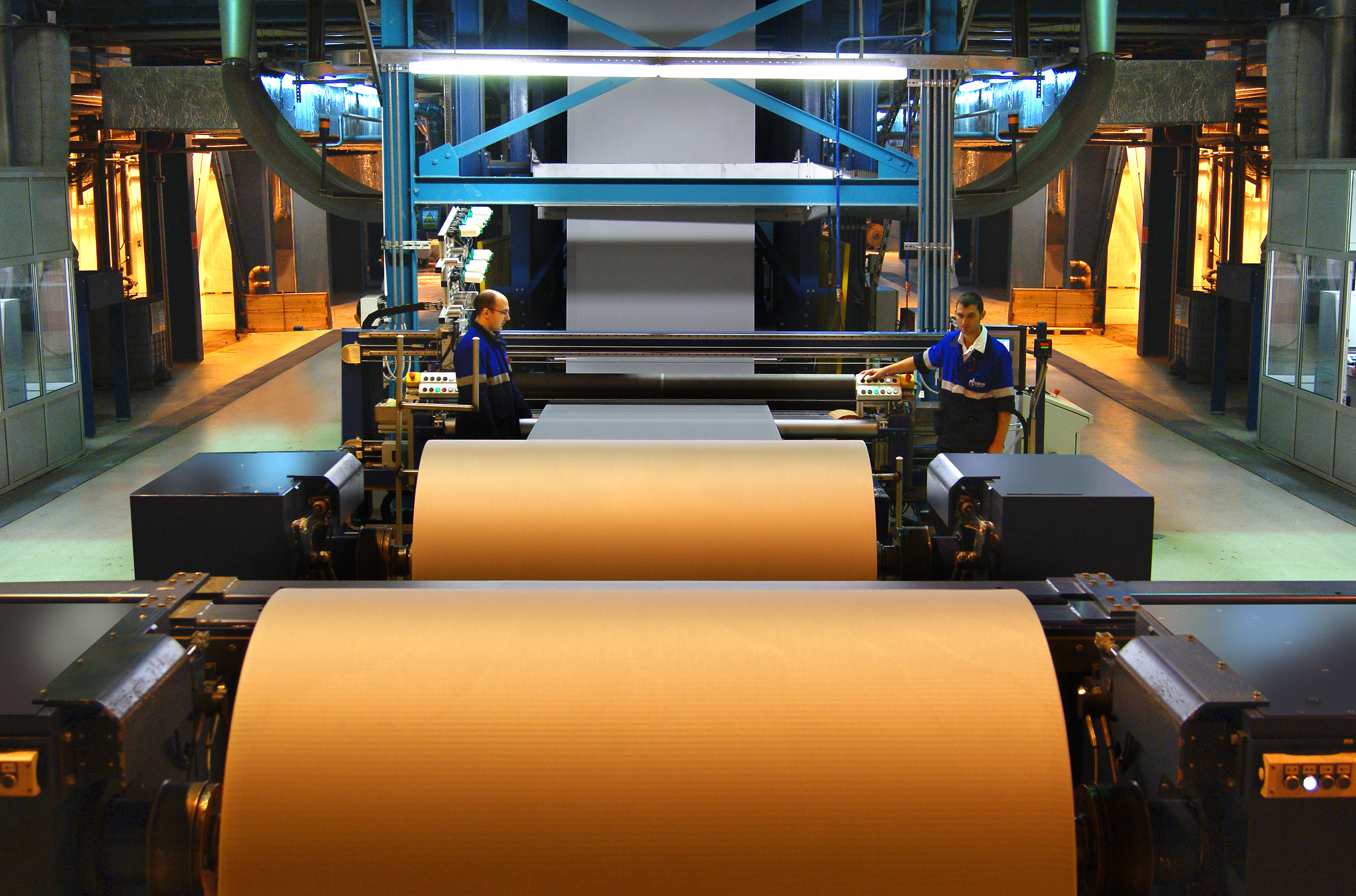
Цех пропитки кордной ткани
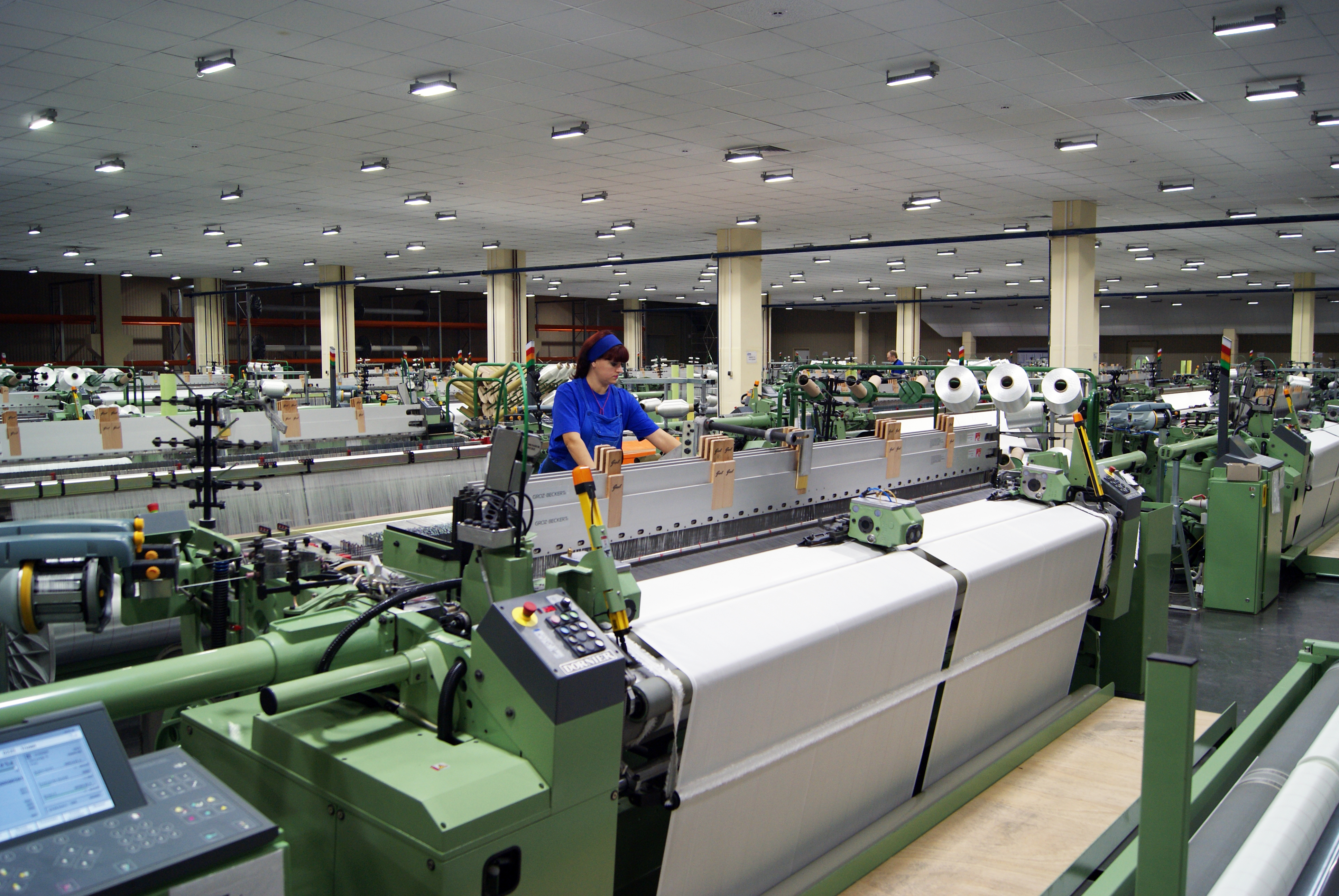
Ткацкий станок Dornier на производстве